# Обамеянг, Пьер
Пьер Франсуа́ Обамея́нг (фр. Pierre François Aubameyang; 29 мая 1965 года, Битам, Габон) — французский футболист габонского происхождения, защитник. Выступал за сборную Габона. В настоящее время занимает должность главного скаута итальянского клуба «Милан».

## Биография
Пьер-Франсуа Обам-Эянг родился в городе Битам, Габон. Переехав во Францию и играя за французские клубы, Пьер решил получить французское гражданство, но ради этого ему пришлось оставить только одно имя, и так он стал Пьером-Франсуа Обамеянгом. Пьер начал свою карьеру в клубе «Малакофф», попав туда по рекомендации французского тренера Мишеля Ле Миллинера. Показав себя с хорошей стороны, Пьер перешёл в клуб «Лаваль». Проведя в клубе 6 лет, он перешёл в команду «Гавр» из одноименного города — Гавр.

## Семья
Три его сына Катилина, Вилли и Пьер-Эмерик также футболисты и игроки сборной Габона.